# Anelosimus tosus
Anelosimus tosus là một loài nhện trong họ Theridiidae.
Loài này thuộc chi Anelosimus. Anelosimus tosus được Ralph Vary Chamberlin miêu tả năm 1916.